# Condado de Janów
Nota linguística: Não confundir hrabstwo (condado) com powiat (divisão administrativa)..
Janów (polaco: powiat janowski) é um powiat (condado) da Polónia, na voivodia de Lublin. A sede é a cidade de Janów Lubelski. Estende-se por uma área de 875,34 km², com 48 005 habitantes, segundo os censos de 2005, com uma densidade 54,84 hab/km².

## Divisões admistrativas
O condado possui:
Comunas urbana-rurais: Janów Lubelski
Comunas rurais: Batorz, Chrzanów, Dzwola, Godziszów, Modliborzyce, Potok Wielki
Cidades: Janów Lubelski

## Demografia
População (dados de 30 de Junho de 2005):
|          | Total   | Total | Mulheres | Mulheres | Homens  | Homens |
| -------- | ------- | ----- | -------- | -------- | ------- | ------ |
|          | pessoas | %     | pessoas  | %        | pessoas | %      |
| Total    | 48 005  | 100   | 24 155   | 50,3     | 23 850  | 49,7   |
| Cidades  | 11 863  | 100   | 6045     | 51       | 5818    | 49     |
| Povoados | 36 142  | 100   | 18 110   | 50,1     | 18 032  | 49,9   |